# 8897 Defelice
8897 Defelice eller 1995 SX är en asteroid i huvudbältet som upptäcktes den 22 september 1995 av Santa Lucia Stroncone-observatoriet i Stroncone. Den är uppkallad efter den italienska skulptören Aurelio De Felice.
Asteroiden har en diameter på ungefär 3 kilometer och den tillhör asteroidgruppen Vesta.